# Антон Еберст
Антон Еберст (Вршац, 27. април 1920 — Нови Сад, 19. фебруар 2005) био је српски кларинетиста, професор кларинета у Средњој музичкој школи „Исидор Бајић“, Нови Сад, организатор музичког живота у Новом Саду, музички писац, аутор бројних књига о кларинету и о дувачким инструментима.

## Музичко образовање
Антон Еберст је 1938. године завршио Војну музичку школу у Вршцу и Средњу музичку школу „Исидор Бајић“ у Новом Саду, Наставнички одсек 1948. године. Студије кларинета уписао је 1949. године на Музичкој академији у Београду, у класи реномираног педагога Бруна Бруна, а завршио је 1953. године.

## Извођачка делатност
Био је оркестарски и камерни музичар у Новом Саду и Београду.
Радио је као виолончелиста Симфонијског оркестра и кларинетиста дувачког оркестра Краљеве гарде у Београду све до 1939, a од 1941. бива четири године диригент салонског оркестра.
Један је од првих музичара који је 1946. свирао у оркестру Војвођанског народног позоришта, a затим у оркестру Опере Српског народног позоришта у Новом Саду, све до 1960. У то време ради и као солиста Новосадске филхармоније и солиста и члан оркестра Радио Новог Сада и Новосадског камерног оркестра.
Наступао је и као солиста на кларинету.

## Педагошки и уреднички рад
У Музичкој школи „Исидор Бајић“, Антон Еберст је 1946. године основао Одсек за дувачке инструменте. Tу je, као наставник кларинета и камерне музике, радио пуних 25 година, до 1971. године. Једно време је био и шеф тог одсека.
Од 1958. године ради као главни уредник музичког програма Радио Нови Сада, након чега 1972. постаје и директор Уметничке продукције РТВ Нови Сад, све до 1983. године када се пензионисао.

## Друштвене и јавне активности
Антон Еберст је био личност изузетних организационих способности. Био је велики покретач и оснивач многих оркестара, ансамбала и музичких фестивала и установа у Новом Саду и бившој Југославији. Основао је:
- Новосадски камерни ансамбл.
- Плесни оркестар Радио-Новог Сада.
- Новосадски камерни оркестар.
- Југословенски фестивал забавне музике који се звао „Кантаутори“.
- Фестивал подунавских земаља народне музике „Дунаве, Дунаве плави“, чији је био и директор.
- Новосадски камерни хор.
- Новосадске музичке свечаности - НОМУС, чији је био и директор.
- Био је председник Удружења музичких педагога Новог Сада и предавач на семинарима.
- У више наврата био је председник Удружења музичких уметника Новога Сада и Војводине.
- Био је председник Савеза музичких уметника Југославије.
- Био је секретар, после потпредседник и председник Новосадске филхармоније.
- Био је селектор многих Фестивала музичких уметника Југославије.

## Рад на издавачкој делатности
- Аутор је више уџбеника за кларинет и друге дувачке инструменте (око 30 књига) које су преведене на немачки, руски, италијански и пољски језик: Кларинет и кларинетисти, Основна школа за кларинет, Оркестарски албум за кларинет, I и II свеска, Основи методике наставе кларинета, Приручник за све дувачке инструменте „Лествица и акорд“ и многе друге.
- Бавио се и музичком историографијом (Музиика хроника столећа, 1966; Музички бревијар Војводине, 1972; Музички аматери Војводине, 1974; Музички бревијар града Вршца, 1978; 30 година Савеза удружења музичких уметника Југославије, 1980. и др.).

## Награде и признања
За свој велики рад и животно дело, Антон Еберст је добио многа признања и награде. Поменимо само неке:
- Вукова награда
- Октобарска награда Новог Сада (два пута)
- Специјалног признања града Вршца
- Орден Вука Караџића Другог степена и др.